# 一橋大学硬式野球部
一橋大学硬式野球部（ひとつばしだいがくだいがくこうしきやきゅうぶ、Hitotsubashi University Baseball Club）は、東都大学野球連盟に所属する大学野球チーム。一橋大学の学生によって構成されている。

## 創部
1923年（大正12年）創部。但し、高商時代の1890年代（明治時代）前後から、一高、駒場農学校、学習院、明治学院等と同様に野球部の活動が見られた。

## 歴史
- 大正14年（1925年）　東京新大学野球連盟（旧連盟）の結成に加盟し、のちに東京新十大学野球連盟と改称したが消滅。
- 昭和8年（1933年）　四大学野球連盟に加盟し、同連盟は東京新大学野球連盟（新連盟）と改称。
- 昭和9年（1934年）　東京新大学野球連盟は内紛により解散。
- 昭和10年（1935年）　東京五大学リーグに加盟。東京商科大の加盟を契機に東都大学野球連盟に発展改称（東京農大が脱退し、商大が加盟したため、依然5校リーグ戦のまま）。
- 昭和11年（1936年）　東京農大の再加盟を機に、秋季リーグ戦から1部（4校）2部（2校）制を採用。商大は毎季2部に属した。
- 昭和14年（1939年）　春季リーグ戦において1部2部制から6校によるリーグ戦に変更[注釈 1]。
秋季リーグ戦にて一部リーグ最高タイ記録となる4位（1941年秋、1942年春も4位）
- 昭和22年（1947年）　二部降格。
- 平成10年（1998年）　秋季リーグ戦三部優勝。
- 平成18年（2006年）　3年ぶり三部復帰。

## 本拠地
- 東京都国立市中2-1　一橋大学内。

両翼約90m、センター約115mで内野は黒土、外野は芝である。

## 記録
- 20勝108敗（1部）
- 3部リーグ優勝 3回
- 4部リーグ優勝 27回（最多）

## 主な出身者
- 河村たかし（名古屋市長）
- 高萩光紀（JXホールディングス初代会長）
- 名取光広（朝日新聞記者、第62回全国高等学校野球選手権大会の都立国立の主将。2021年1月に逝去[1]）
- 宮本三喜彦（明治安田生命初代会長）